# Chang Eun-kyung
Chang Eun-kyung, kor. 장 은경 (ur. 26 maja 1951, zm. 12 maja 1996) – koreański judoka, srebrny medalista olimpijski z Montrealu.
Reprezentował Koreę Południową. Zawody w 1976 były jego jedynymi igrzyskami olimpijskimi. Zajął drugie miejsce w wadze do 63 kilogramów, w finale pokonał go Kubańczyk Héctor Rodríguez.